# BusyBox
BusyBox és una utilitat de programari lliure que combina moltes eines estàndard d'Unix i ordres de Linux en un sol arxiu, estalviant molt d'espai i fent-la gairebé imprescindible en el desenvolupament de sistemes incrustats. Molt sovint se'n fa referència com a la "navalla suïssa" dels sistemes Linux.